# Bosruck
Bosruck je nejzápadnější vrchol v Ennstalských Alpách na hranici mezi Horním Rakouskem a Štýrskem. Vrchol je samostatný a je oddělen od hlavního hřebene Ennstalských Alp. Předvrcholy jsou Lahnerkogel a Kitzstein.

## Cesty
Na Bosruck vedou tři oficiální cesty, které jsou částečně zajištěny.
- Od západu z průsmyku Pyhrnpass přes kopec Fuchsalm na Lahnerkogel a odtud po hřebeni přes Kitzstein na vrchol. Toto je trasa prvovýstupu.
- Od jihu z údolí Ardningalm na Kitzstein a odtud na vrchol.
- Od východu ze sedla Arlingsattel zajištěnou cestou Wildfrauensteig, která má obtížnost A / B.

## Tunely
Pod horou vedou dva dopravně významné tunely:
- Železniční tunel délky 4,8 km, postavený v letech 1901 až 1904. Tunel leží na trati Pyhrnbahn mezi stanicemi Spital am Pyhrn a Ardning.

- Dálniční tunel délky 5,5 km postavený v letech 1980 až 1983. Tunel leží na dálnici A9 je mezi výjezdy Spital am Pyhrn a Liezen.